# جان آرشامبو
جان آرشامبو هو سياسي كندي، ولد في 14 ديسمبر 1780 في لا سوومبتيون في كندا، وتوفي في 1831 في كندا.